# Artsrigdom
Artsrigdom er antallet af forskellige arter repræsenteret i et økologisk samfund, landskab eller region. Artsrigdom er simpelthen antallet af arter, og den tager ikke højde for arternes overflod eller deres relative forekomst. Artsrigdom betragtes engang synonymt med artsdiversiteten, men den formelle metriske artsdiversitet tager højde for både artsrigdom og evenness (jævnhed).
Antal arter er et simpel udbredt mål for naturarealers biodiversitet. Den mest kendte form for biodiversitet er artsdiversitet eller artsrigdom, altså mangfoldigheden af dyre- og plantearter på et givent område.